# 가규
가규(賈逵, 174년 ~ 228년)는 중국 후한 말 ~ 삼국시대 위(魏)나라의 정치가이자 무장으로, 자는 양도(梁道)이며 하동군 양릉현(襄陵縣) 사람이다.

## 행적

### 원씨 세력과의 싸움
《위략》에 따르면 원래 이름은 구(衢)였으나 규로 고쳤다. 군리를 지냈고, 강읍의 장이 되었다. 건안 7년(202년), 원상(袁尙)이 곽원(郭援)을 파견해 하동의 각 성읍을 함락시켰으나, 가규가 지키는 성은 함락하지 못했다. 곽원이 흉노의 선우 난제호주천까지 불러 오자 성은 곧 무너지려 했으나, 부로들은 끝내 가규를 해치지 않았다. 읍을 무너트린 후 곽원은 가규를 쓰려 했으나 거절당했고, 죽이려 했으나 강읍의 아전과 백성들이 반대하여 사면되었다. 가규는 피씨현을 요충지로 여기고 있었는데, 곽원이 쉽게 하동을 제압하자 피씨현이 곽원에게 점령될 것을 두려워하여 곽원의 모사 축오(祝奧)를 의심케 해 7일 동안 움직이지 못하게 했다.
무재로 천거되고, 민지현령에 제수되었다. 건안 10년(205년), 고간(高幹)이 조조(曹操)에게 모반을 일으키자 장염(張琰)이 이에 호응하려 했다. 가규는 모르는 채로 장염을 만나다가 변고가 일어났음을 알았으나, 사로잡힐 것을 두려워해 거짓으로 장염의 편에 섰다. 현의 치소가 있는 여성(蠡城)은 성벽과 해자가 견고하지 않은데, 장염에게서 병사를 받아 성을 수리하고, 모반을 꾀하는 자들을 전부 주살하고 장염에게 항거하니 장염은 패배했다.

### 예주 자사가 되기까지
할아버지가 죽어 관직을 떠났다가, 사도에게 초빙되어 속관이 되고 의랑으로써 사례군사에 참가했다. 건안 16년(211년), 조조가 마초(馬超)를 치러 가다가 홍농을 지나면서, 가규에게 홍농태수를 대행하게 했다. 가규는 둔전도위가 도망친 백성을 숨기고 있다고 의심했는데, 둔전도위는 군에 속하지 않았으므로 언어가 불순했다. 가규는 분노하여 둔전도위에게 죄를 묻고 다리를 부러트렸다. 이 일로 인해 면직되었으나, 조조는 이를 좋게 여기고는 승상주부로 삼았다. 후에 간의대부가 되었고, 하후상(夏侯尙)과 함께 군사 계책을 장관했다. 건안 25년(220년), 조조가 죽자 조조의 장사를 주관했다. 조창(曹彰)이 장안(長安)에서 와 옥새가 어디 있는지를 묻자, 가규는 엄히 대답하여 조창을 물렸다. 마침내 조조의 관을 업(鄴)으로 옮겼다. 이 해 6월, 조비가 대군을 일으키자 가규는 승상주부좨주를 맡았다.
문제(文帝)가 위왕이 되자, 업현에 불법이 많으므로 업현령이 되었고, 1달이 지나서 위군태수가 되었다. 문제는 초현에 이르자 가규를 예주자사로 임명했다. 당시 천하는 기강이 풀어져 있었는데, 가규는 법령을 엄중히 집행하지 않을 수 없다고 선언하고, 병조종사가 옛 자사에게 휴가를 얻어 가규가 임명된 지 여러 달 후에야 나타나자, 이를 기화로 2천 석 이하 관리들 중에서 방종하여 법을 따르지 않는 자들을 모조리 면직시켰다. 문제는 가규를 '진정한 자사'라고 찬탄하고, 천하에 포고하여 예주를 표준으로 삼았으며, 가규를 관내후에 봉했다. 예주는 오나라와 국경을 맞대고 있었는데, 가규는 척후를 밝히고 전쟁 준비에 힘써 적이 함부로 쳐들어오지 못하게 하는 한편, 제방을 새로 쌓고 소익양피란 저수지를 만들고 200리의 운하를 뚫었다. 이 운하는 나중에 '가후거'가 된다.

### 오나라 방면 사령관
황초 3년(222년) 조휴(曹休), 장료(張遼)와 함께 오나라를 쳐, 오나라 대장 여범(呂範)의 군대가 폭풍우에 휩쓸린 틈을 타 공격하여 격파했다. 이 공적으로 양리정후에 봉해졌고, 건위장군이 더해졌다. 태화 원년(227년) 명제(明帝)가 즉위하였는데, 손권(孫權)은 이때 예주 남쪽이고 장강에서는 400리 떨어진 동관에 주둔하고, 위나라 예주 군대는 수비하고 있는지라 오나라를 북쪽에서 위협하는 군대가 없어 오나라가 위나라의 침공을 받으면 동(여강)과 서(강하)의 군대를 합쳐 전력으로 항전할 수 있었다. 가규는 이를 타개하고자 예주에서 장강까지 이르는 직통로를 뚫어 오나라의 동서 군대가 서로 구원하는 형세를 끊고, 요구(潦口)로 나아가 주둔하면 동관을 취할 수 있다고 보았다. 명제는 이에 동의하였다. 이듬해, 조휴가 오나라의 파양 태수 주방(周魴)의 항복을 받아 환현으로 진격하였고, 명제는 가규에게 전장군 만총(滿寵), 동완태수 호질(胡質) 등 4군을 지휘하여 동쪽에서 조휴와 합류하게 했다. 그런데 동관에 방비가 없었으므로 가규는 오나라 군사가 환현에 집결했을 것이며, 조휴가 이와 싸우면 필패한다고 여겼다. 200리를 진군하였다가 조휴가 패전했음을 알았다. 가규는 서둘러 진격하고, 오나라 군대에 의병을 보여주어 물러나게 해 조휴를 구조했다.
원래 가규는 조휴와 사이가 나빠, 황초 연간 조비가 가규에게 절을 주려는 것을 조휴가 가규의 성격 문제를 들어 훼방을 놓았다. 협석에서 조휴가 졌을 때 가규가 없었으면 조휴는 구원받을 수 없었다. 그러나 《위략》에 따르면, 조휴는 가규가 늦게 온 것을 꾸짖고 조정에 상주하여 가규를 모함했으며, 가규도 돌아온 뒤 상주했다. 조정에서는 비록 가규가 옳지만, 조휴가 종실로 중임을 맡고 있었으므로, 아무에게도 잘못을 묻지 않았다. 가규는 마침 병이 위독해져 죽었다. 시호를 내려 숙후(肅侯)라 했으며, 《위서》에 따르면 향년 55세였다.

## 친척 관계
- 가습 (할아버지)
  -  ? (아버지)
    - 가규
      - 가충 (아들)
      - 가혼 (아들)

## 같이 보기
- 삼국지 인물 목록
- 진수 (서진)
- 배송지